# Svensk Forpommern
Svensk Forpommern var den del af landskabet Pommern, der tilfaldt Sverige ved den Westfalske fred i 1648. Provinsen, der oprindelig omfattede hele Forpommern mellem floderne Recknitz og Oder, kom til at hedde Svenska Pommern, og den fik hovedstad i Stralsund. Dele af området tilhørte Sverige, til det i 1814 blev overdraget Danmark som kompensation for tabet af Norge.
Omkring år 500 e.Kr. indvandrede slavisktalende folk til området. Det var vender, som kaldte landet "Pomore" (af po more = "ved havet"), men som på den anden side gav nordboerne grund til at kalde området Vendland (Venden). Herfra drog de på togter mod Danmark – lige som vikingerne, og det fik biskop Absalon og kong Valdemar 1. den Store til at svare igen med et korstog mod Rügen og Pommern i 1169. I middelalderen rykkede mængder af tysktalende nybyggere ind i området, så de slaviske folk stort set blev fordrevet eller skiftede sprog. Ved overenskomsten i Grimnitz af 1529 blev de to fyrstendømmer For- og Bagpommern rigsumiddelbare og ikke som tidligere et len under Brandenburg. Fyrsterne gennemførte en fredelig reformation i 1534.
Under hertug Bogislav 14. blev fyrstendømmerne forenet, men slægten uddøde med ham i 1637. Fra 1630 havde området været under svensk besættelse, fordi man havde tilkaldt den svenske konge, Gustav Adolf, som et led i modstanden mod de kejserlige, katolske styrker (se Trediveårskrigen). Med freden i Osnabrück, som afsluttede krigen i 1648, fik Brandenburg Bagpommern bortset fra Stettin og et stykke land øst for Oder samt øen Wollin. Disse områder blev sammen med Forpommern og øerne Rügen og Usedom lagt ind under Sverige, der fik arveret til fyrstendømmet, men som len under den tyske kejser.
I den Store Nordiske Krig fra 1715 til 1721 var dele af Forpommern nord for floden Peene med Stralsund og Greifswald under dansk kontrol (Dansk Forpommern). Dele syd for floden Peene var besat af Preussen og forblev under prøjsisk herredømme i Stockholm-aftalen. Ved Freden i Frederiksborg afstod Danmark dansk Forpommern til Sverige.
Ved en traktat mellem Preussen, Sverige og Danmark af 4. juni 1815 kunne Preussen overtage landet mod at overlade Danmark hertugdømmet Lauenburg og betale 2,6 millioner daler til Danmark og 3 millioner daler i krigsskadeserstatninger til Sverige. Det nyvundne område blev sammenlagt med den allerede eksisterende, prøjsiske provins Pommern.
Derefter delte det nu tidligere Svensk Forpommern skæbne med det øvrige Preussen og senere med det tyske rige. Efter 2. verdenskrig blev området en del af DDR, for i 1990 at indgå i forbundsrepublikken Tyskland som del af delstaten Mecklenburg-Vorpommern.

## Svenske generalguvernører i Forpommern
- Lennart Torstenson (1641 – )
- Carl Gustaf Wrangel (1648 – )
- Johan Oxenstierna (1650-1652)
- Axel Lillie (1652 – )
- Otto Wilhelm Königsmarck (1679 – 1685)
- Nils Bielke (1687 – 1698)
- Johan August Meijerfeldt den ældre (1713 – 1747)
- Filip Julius Bernhard von Platen
- Fredrik Vilhelm von Hessenstein (1776 – 1791)
- Eric Ruuth (1792 – 1796)
- Hans Henric von Essen (1800 – 1809)